# Miroslav Zahrádka
Miroslav Zahrádka (14. května 1931 Kralupy nad Vltavou – 25. května 2021 Olomouc) byl český rusista, překladatel z ruštiny a spisovatel, letitý vyučující na Katedře slavistiky Univerzity Palackého v Olomouci.

## Život a dílo
Miroslav Zahrádka se narodil v dělnické rodině, jeho rodiči byli Karel a Antonie Zahrádkovi. V letech 1950–1955 vystudoval češtinu a ruštinu na Filozofické fakultě Univerzity Karlovy v Praze. Už během studia se stal asistentem na katedře ruské a sovětské literatury Vysoké školy ruského jazyka a literatury v Praze. V letech 1956 až 1960 absolvoval vědeckou aspiranturu na filologické fakultě Moskevské státní univerzity s disertační prací Umělecký styl románů Konstantina Fedina. Po návratu nastoupil jako odborný asistent na UP v Olomouci. Docentem se stal v roce 1963 (jiné zdroje uvádějí 1962) prací o Fedinovi, profesorem byl jmenován v roce 1979. Jako rusista se odborně věnoval především (po-)válečnému tématu v ruské literatuře a česko-ruským vztahům etc.

### Publikační činnost (výběr)

#### Sovětská a ruská literatura
- Ruská literatura XIX. století v kontextu evropských literatur: (osobnosti a dialog literatur). 1. vyd. Olomouc: Periplum, 2005. 279 S.
- Ruská literatura XX. století: (literární proudy a osobnosti). 1. vyd. V Olomouci: Periplum, 2003. 236 S.
- Maxim Gorkij v ohlasech české kritiky přelomu 19. a 20. století. Olomouc: Česká koordinační rada Společnosti přátel národů východu, 2001. 130 S.
- Dogmata a živý literární proces (Jak vznikala úzká norma socialistického realismu a jak s ní ruská literatura bojovala). Olomouc: Miroslav Zahrádka, 1992. 80 S.
- Paralely a vztahy: Česká a sovětská poválečná próza. 1. vyd. Praha: Československý spisovatel, 1986. 90 S.
- Zahrádka, Miroslav; Žváček, Dušan; Mikulášek, Miroslav. Současná sovětská literatura: Próza, poezie, drama. 1. vyd. Praha: Lidové nakladatelství, 1984. 193 S.
- Zahrádka, Miroslav; Kučera, Ctirad. Alexandr Fadějev a Československo. 1. vyd. Ostrava: Profil, 1976. 103 S.
- Michail Šolochov: Motivy-kompozice-styl. 1. vyd. Praha: Lidové nakladatelství, 1975. 169 S.

#### Překlady
- Afanasjev, Ivan Filippovič. Jak jsme bránili jeden stalingradský dům. 1. vyd. Ostrava: Profil, 1973. 139 S.

#### Vlastní tvorba
- Okamžiky ze životního putování literárního vědce a prozaika. 1. vyd. Olomouc: Univerzita Palackého v Olomouci, 2011. 175 S.
- Pod pseudonymem Petr Klen: Čekání: Kronika mládí. 1. vyd. Ostrava: Profil, 1980. 256 S.